# Dicranoptycha pallida
Dicranoptycha pallida là một loài ruồi trong họ Limoniidae. Chúng phân bố ở miền Tân bắc.